# 我的儿子是基片演员
《我的儿子是基片演员》（葡萄牙語：Até Que o Porno Nos Separe）是一部2018年上映的葡萄牙电影，讲述了一位传统保守的65岁老母亲尤拉莉亚意外发现自己的儿子成为了一名男同性恋色情片演员。
从震惊和厌恶到试图想要去理解自己的儿子，尤拉莉亚通过网络收集资讯信息，登录各种色情网站，甚至亲眼看到儿子在年度葡萄牙色情博览会上进行现场性爱表演。尤拉莉亚开始了一场自我救赎的旅程。